# IBEX Small Cap
Der IBEX Small Cap-Index ist ein spanischer Small Caps-Aktienindex, der 30 Unternehmen umfasst, die gemäß ihrer Marktkapitalisierung auf die Unternehmen des IBEX-Medium-Cap-Index folgen. Änderungen der Indexzusammensetzung werden, wie auch bei den Indizes IBEX 35 und IBEX Medium Cap, jeweils im Juni und Dezember jedes Kalenderjahres beschlossen. Zu den Anforderungen für den IBEX Small Cap zählt unter anderem ein Streubesitzanteil von mindestens 15 %.

## Zusammensetzung
(Stand: Dezember 2022)
| Unternehmen       | Branche              | Logo | Indexgewichtung nach % |
| ----------------- | -------------------- | ---- | ---------------------- |
| Talgo             | Schienenfahrzeuge    |      | 7,29                   |
| Técnicas Reunidas | Bau                  |      | 7,13                   |
| Neinor Homes      | Immobilien           |      | 7,12                   |
| Miquel y Costas   | Papier               |      | 6,41                   |
| Prosegur Cash     | Werttransporte       |      | 6,32                   |
| Dia               | Einzelhandel         |      | 5,37                   |
| Lar España        | Immobilien           |      | 5,21                   |
| OHLA              | Bau                  |      | 4,69                   |
| Atrys             | Pharma               |      | 4,54                   |
| Tubacex           | Röhren               |      | 4,54                   |
| AEDAS Homes       | Immobilien           |      | 4,19                   |
| Soltec            | Erneuerbare Energien |      | 4,13                   |
| Opdenergy         | Energie              |      | 4,07                   |
| MFE               | Medien               |      | 3,49                   |
| Amper             | Netzwerkausrüstung   |      | 2,98                   |
| Grupo San José    | Bau                  |      | 2,77                   |
| Iberpapel         | Papier               |      | 2,55                   |
| Audax Renovables  | Erneuerbare Energien |      | 2,43                   |
| Oryzon Genomics   | Biotechnologie       |      | 2,30                   |
| Prisa             | Medien               |      | 1,51                   |
| Berkeley Energia  | Uranbergbau          |      | 1,44                   |
| Urbas             | Immobilien           |      | 1,40                   |
| Deoleo            | Olivenöl             |      | 1,21                   |
| Duro Felguera     | Anlagenbau           |      | 1,16                   |
| Airtificial       | Technologie          |      | 1,13                   |
| Nicolás Correa    | Maschinenbau         |      | 1,08                   |
| Azkoyen           | Maschinenbau         |      | 1,02                   |
| Ecoener           | Erneuerbare Energien |      | 0,93                   |
| Grupo Vocento     | Medien               |      | 0,88                   |
| Reig Jofre        | Pharma               |      | 0,68                   |